# Лютви Местан
Лютви Ахмед Местан е български политик. Избран е за председател на Движението за права и свободи (ДПС) на 19 януари 2013 г.. Народен представител в XXXVIII, XXXIX, XL, XLI, XLII и XLIII народно събрание. Бил е председател на Парламентарната група на ДПС. Изключен от всички ръководни постове в ДПС, от парламентарната група и като член на партията след решение на Централния съвет на партията, взето на 24 декември 2015 г. 

## Биография
Лютви Местан е роден на 24 декември 1960 година в село Чорбаджийско, Момчилградско. По време на т. нар. Възродителен процес името му е променено на Владимир Зидаров. Завършва българска филология във Великотърновския университет „Кирил и Методий“ (1985) и право, работи като учител в Угърчин, Ловешко и Момчилград. От 1991 г. е началник на общинския отдел „Образование и култура“, а след това – заместник-кмет на Момчилград. Местан е сред основателите на СДС в Момчилград, от където е кандидат за депутат през 1990 г. с българското си име Владимир Зидаров . Преминава в ДПС през 1993 г. Поема поста заместник-председател на ДПС на 11 юли 2005 г. Избран е за председател на ДПС на 8-а национална конференция на партията на 19 януари 2013 г.
Депутат е от Движението за права и свободи от 1997 г. – в 38-о (в коалицията „Обединение за национално спасение“, XXXIX, XL и XLI народно събрание. В парламентарната си дейност е бил член на следните комисии:
- временна комисия по Правилника за организацията и дейността на Народното събрание (11 юли – 18 август 2005 г.);
- временна комисия за проучване и ликвидиране на щетите от наводненията и за изготвяне на предложения за оптимизиране на модела на действия на държавните органи по управление при кризи (от 10 август 2005);
- комисия по образованието и науката – председател (от 24 август 2005 г.);
- комисия по гражданското общество и медии (от 24 август 2005 г.);
- делегация в Парламентарната асамблея на Организацията за сигурност и сътрудничество в Европа – заместник-ръководител (от 28 септември 2005 г.).

Навръх рождения си ден през 2015 г. е изключен от партия ДПС.

### ДОСТ
През месец февруари 2016 г. учредява партия, наречена ДОСТ (Демократи за отговорност, свобода и толерантност).
Партията под негово ръководство не участва на парламентарните избори през април 2021 г., но призовава симпатизантите на ДОСТ да гласуват за Демократична България.

## Други
През септември 2007 година от публикуваните документи на Комисията по разкриване на досиетата става ясно, че Лютви Местан е сътрудник на Трето управление (военно контраразузнаване – ВКР) на Държавна сигурност в периода 1979 – 1981 година, действал в качеството на агент под псевдонима „Павел“.
През лятото на 2008 година Лютви Местан е обвиняван в намерение да премахне българския като официален език в България. Причина за това става фактът, че в качеството си на председател на Комисията по образование и наука представя пред парламента законопроект на правителството, според който се отменя т. 4 на чл. 16 от Закона за народната просвета („Държавните образователни изисквания се отнасят за: ... 4. усвояването на книжовния български език“). По-късно тази точка от предложението не е приета.
През 2014 година Местан критикува за първи път остро акт на съдебната система, наричайки го „облечено в правни тоги пристрастие“.

## Семейство
Лютви Местан има 3 деца. Женил се е 2 пъти. Бившата му съпруга Нурсен (дъщеря на ръководител на БКП в Момчилград) живее в Турция. С нея има 2 деца – Денис и Елиз.
Настоящата му съпруга, Ширин Местан, (дъщеря на Хасан Али – политик и депутат от ДПС в началото на 1990-те години, заместник-министър на земеделието в кабинета на Стефан Софиянски) е била председател на Държавната агенция за закрила на детето (2001 – 2009). Имат общ син – Ервин.

## Инцидент
На 14 април 2019 година Лютви Местан участва в тежък пътен инцидент, в който загива 6-месечно бебе, за чиято смърт той е обвиняем. По случая Местан е първоначално задържан и после пуснат под 10 000 лв. гаранция, която непосредствено след това бива върната поради липса на доказателства за приход.